# Râul Cătușa
Râul Cătușa este un curs de apă, afluent al râului Siret. 